# Orionis eximius
Orionis eximius är en stekelart som först beskrevs av Muesebeck 1955.  Orionis eximius ingår i släktet Orionis och familjen bracksteklar. Inga underarter finns listade i Catalogue of Life.